# 빅토르스 슈체르바티흐스
빅토르스 슈체르바티흐스(라트비아어: Viktors Ščerbatihs, 1974년 10월 6일 ~ )는 라트비아의 전직 역도 선수로 올림픽에 4번 출전했다. 그의 키는 181cm이다.
그는 2004년 하계 올림픽때 총 455kg (인상 205kg와 용상 250kg)의 결과로 최중량급 부문에서 은메달을 획득했다. 그는 세계 선수권 대회에서 3개의 동메달을 획득했다.
그는 2006년에 라트비아 농산물 연맹에서 자신의 정치 경력을 시작했고 의원으로 선출되었다. 그는 2007년 세계 역도 선수권 대회에서 우승했다.
그는 2008년 하계 올림픽 최중량급 부문에서 총 448kg로 동메달을 획득했다.

## 참조
1. ↑  “빅토르스 슈체르바티흐스”. 국제 역도 연맹.[깨진 링크(과거 내용 찾기)]